# Neil Balfour
Neil Balfour (n. 12 august 1944, Lima, Peru) este un om politic britanic, membru al Parlamentului European în perioada 1979-1984 din partea Regatului Unit.
În 1969 Balfour s-a căsătorit cu Principesa Elisabeta a Iugoslaviei, singura fiică a Prințului Paul al Iugoslaviei. Pe 6 iunie 1970 s-a născut fiul Nicholas Augustus Roxburgh Balfour pe 6 iunie 1970. În 1978 au divorțat. În 1980 Balfour a scris despre biografia  Prințului Paul, lucrare numită  „Paul al Iugoslaviei: prietenul bârfit al Marii Britanii”. Balfour s-a recăsătorit în 1978 cu Serena Maria Churchill Russell, nepoata Ducelui de Marlborough John Spencer-Churchill. În familie s-au născut doi copii, Lily Consuelo Balfour (născut pe 29 noiembrie 1979) și Alastair Albert David Balfour (născut pe 20 august 1981). Neil a avut alți trei copii: William Balfour Kam (născut pe 5 iulie 1995 în Varșovia, Polonia) și  două fiice vitrege, Morgan Alexandra McConnell (născută pe 19 iunie 1973) și Lucinda Maria McConnell (născută pe 14 august 1975).

## Perioadă electorală
Balfour a fost candidatul Partidului Conservator la alegerile din martie 1973 în regiunea  Chester-le-Street. 